# Лутовня
Лутовня́ — деревня в Думиничском районе Калужской области России. Входит в сельское поселение «Село Чернышено».
Расположено на одноименной реке, в 4 км от железнодорожной станции Думиничи (на линии Брянск-Сухиничи).

## История
Лутовня основана в 1-й пол. XIX в. переселенцами из д. Думиничи и первоначально называлась Думиничские выселки. В 1859 году числилось 10 дворов, 84 жителя. Принадлежала (как и Думиничи) помещику Петру Николаевичу Харламову.
Входила в Будскую волость, в нач. 1920-х годов включена в Чернышенский сельсовет. В Лутовне был колхоз, который назывался «Красная Лутовня». В 1950 году его присоединили к чернышенскому колхозу «Новый путь».
Думиничский район был оккупирован немецкими войсками 5 октября 1941 г. Первый раз Лутовня была освобождена в начале января 1942 года , вновь занята 5 февраля. Окончательно освобождена 2 апреля 1942 г. 324-й сд 16 армии.
До войны и некоторое время после в Лутовне была начальная школа. В 1960-е годы она закрылась, дети стали ходить учиться на ст. Думиничи.

## Лутовня в XXI веке
Сейчас Лутовня — в основном дачное место. В 2012 г. (в декабре) подведен природный газ.